# Макарий Желтоводский
Макарий Желтоводский (Макарий Унженский; 1349, Нижний Новгород — 1444, Унжа) — православный монах, основатель ряда монастырей, чудотворец, миссионер поволжских народов. канонизирован Русской церковью в лике преподобных. Память совершается 25 июля (7 августа), а также 23 января (5 февраля) — в Соборе Костромских святых.

## Жизнеописание
Согласно Житию, Макарий родился в 1349 году в Нижнем Новгороде в семье благочестивых родителей Ивана и Марьи. С самого детства он был необыкновенным человеком. Автор говорит о нём не иначе как о «леторасли» (побеге) райской лозы. По преданию, дом родителей преподобного Макария находился в 7 саженях от Мироносицкой церкви; а с противоположной стороны в 7 саженях стоял дом, где родился преподобный Евфимий Суздальский, современник Макария.
Макарий вышел из круга учеников Дионисия, будущего архиепископа Суздальского — известнейшего церковно-политического деятеля второй половины XIV века. Согласно Житию, в двенадцать лет Макарий тайно ушёл от родителей и принял иноческий постриг в Печерском Вознесенском монастыре при его основателе, архимандрите Дионисии. Многие подвижники начинали свою монашескую жизнь без благословения родителей, а то и против их воли. Сходным образом и Макарий доставляет горе родителям, уйдя без их ведома в монастырь. Подвижники поступали согласно буквально понятому завету Христа: «если кто приходит ко Мне и не возненавидит отца своего и матери, и жены и детей, и братьев и сестер, а притом и самой жизни своей, тот не может быть Моим учеником» (Лк. 14:26). После пострижения Дионисий взял отрока к себе в келейники. От своего учителя Макарий перенял приверженность общежительному уставу и склонность к «сладкому безмолвию» — исихазму — особому течению, распространявшемуся в то время среди православного монашества.
В монастыре Макарий проявил себя как строгий аскет. Пищу принимал он только для того, чтобы не умереть от голода, но при этом ходил, как и прежде, с монастырской братией на трапезу, чтобы не показаться постящимся в глазах других. За свою подвижническую жизнь Макарий приобрёл почёт и уважение среди монастырских насельников. Тяготясь этим, согласно Житию, спустя годы он решил уйти из монастыря и поселиться в безлюдном месте ради «безмолвного жительства».
Странствуя несколько лет, Макарий в начале своего отшельнического подвига, согласно Житию, подвизался на реке Лух, а затем построил малую келью на берегу Волги, близ слободы Решмы Юрьевецкого уезда, где через некоторое время, предположительно в 1390-е годы, основал обитель во имя Богоявления Господня, будущую Макарьевскую пустынь. По преданию, Макарий и его ученики выкопали под горой колодец, вода из которого считается целебной.
Житие сообщает, что Макарий побывал и на Русском севере, возможно в Каргопольской земле.

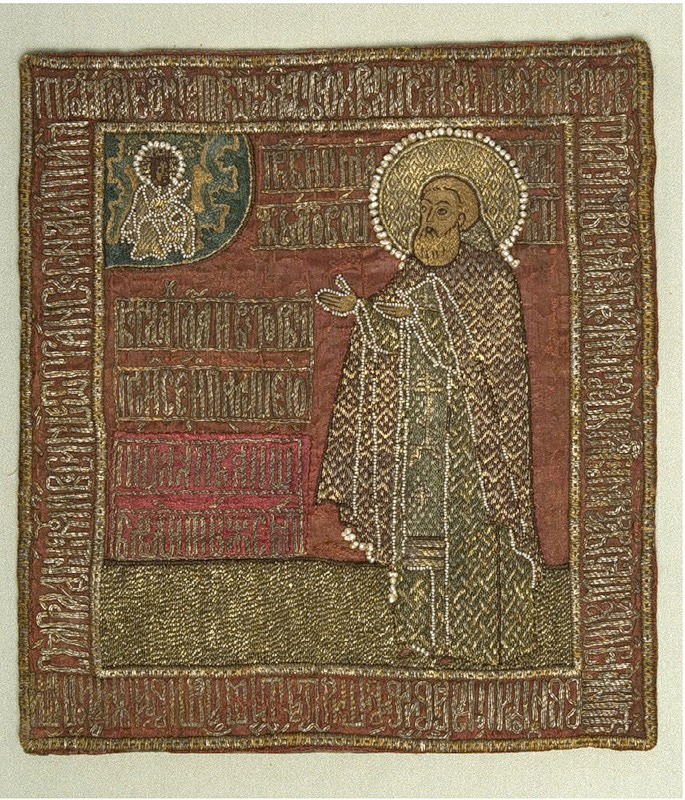
Макарий Желтоводский, шитьё XVI века

В 1434 году в устье реки Керженец, согласно Житию, Макарий основал Желтоводский Макариев монастырь во имя Пресвятой и Живоначальной Троицы. За 4 года существования обители к Макарию присоединилось немало монахов. Обитель широко прославилась. На её обустройство давал пожертвования великий князь Московский Василий Тёмный. Согласно Житию, преподобный Макарий, «обходясь ласково и беседуя с приходящими иноверцами», обратил в православие немало мордвы, татар, марийцев и чувашей.
Расцвет новой обители длился всего 5 лет. Согласно Житию, в 1439 году, во время нашествия казанских татар на русские земли, пустынь была разрушена ханом Улу-Мухаммедом и Мамотяком. Большинство монахов было убито, а сам Макарий был уведён в плен в Казань. Вскоре хан отпустил его, запретив, однако, возобновлять монастырь на прежнем месте. Важной частью Жития является повествование о том, как Макарий выводил доверившихся ему людей из татарского плена в безопасные места. Когда это происходило, подвижнику было 90 лет.
Макарий, предав земле убитых монахов, отправился с теми, кто остался жив, в Галичскую землю, имея намерение основать там новую обитель. После долгого пути Макарий вместе со своими спутниками, уцелевшими русскими людьми, согласно Житию, достиг реки Унжи, где в 1439 году в 15 верстах от села Унжи основал деревянную «Макарьеву новую пустынь», известную впоследствии как Макарьево-Унженский монастырь. По пути из Казани в Унжу подвижник останавливался в Варнавинской пустыни, где беседовал с Варнавой Ветлужским. Согласно Житию, во время этого переселения все его спутники были питаемы чудесным образом молитвами преподобного (чудо преподобного Макария о лосе).
Согласно Житию, в 1444 году, в возрасте 95 лет Макарий мирно преставился в Макарьевском Унженском монастыре.

## Мощи
Обретение мощей преподобного произошло в 1671 году.
Мощи преподобного Макария покоятся в Макарьевском Унженском монастыре. С 2007 года его глава  находится в Свято-Троицком Макариевом Желтоводском монастыре.

## Чудеса
В Житии рассказ о жизни преподобного завершается описанием его двенадцати чудес. Описывается единственное прижизненное чудо Макария — исцеление дочери ушканина Федора.
Остальные его чудеса — посмертные. Среди них имеется рассказ об исцелении от болезни царского воеводы Ивана Выродкова. В двух других посмертных чудесах сам Макарий выступает как воин, защитник городов Унжи и Солигалича, на сивом коне, с пращей или луком в руках, в иноческой одежде багрового цвета. Ещё в двух чудесах рассказано о помощи Макария женщинам в сложных жизненных ситуациях: о спасении Марии от плена и позора и об избавлении Елены от страшного греха самоубийства.
Тематика большей части чудес, описанных в краткой редакции Жития, связана с периодом столкновения Руси с Казанским ханством — начиная от двух первых чудес, случившихся во время нападения татар на город Унжу и Унженский монастырь в 1522 году и заканчивая чудом об исцелении Ивана Выродкова, случившимся во время похода русского царского войска на Казань.
По результатам исследований комиссии, направленной 24 июня 1619 года патриархом Филаретом для изучения обстоятельств жизни Макария, более 50 человек по молитвам преподобного Макария получили исцеление от болезней. Было осуществлено свидетельствование чудес, происходящих у гроба Макария.
Предание сообщает, что покровительством Макария была сохранена жизнь Михаила Фёдоровича Романова. Впоследствии молодой царь совершил паломничество в Макарьевский Унженский монастырь (см. ниже).

## Почитание

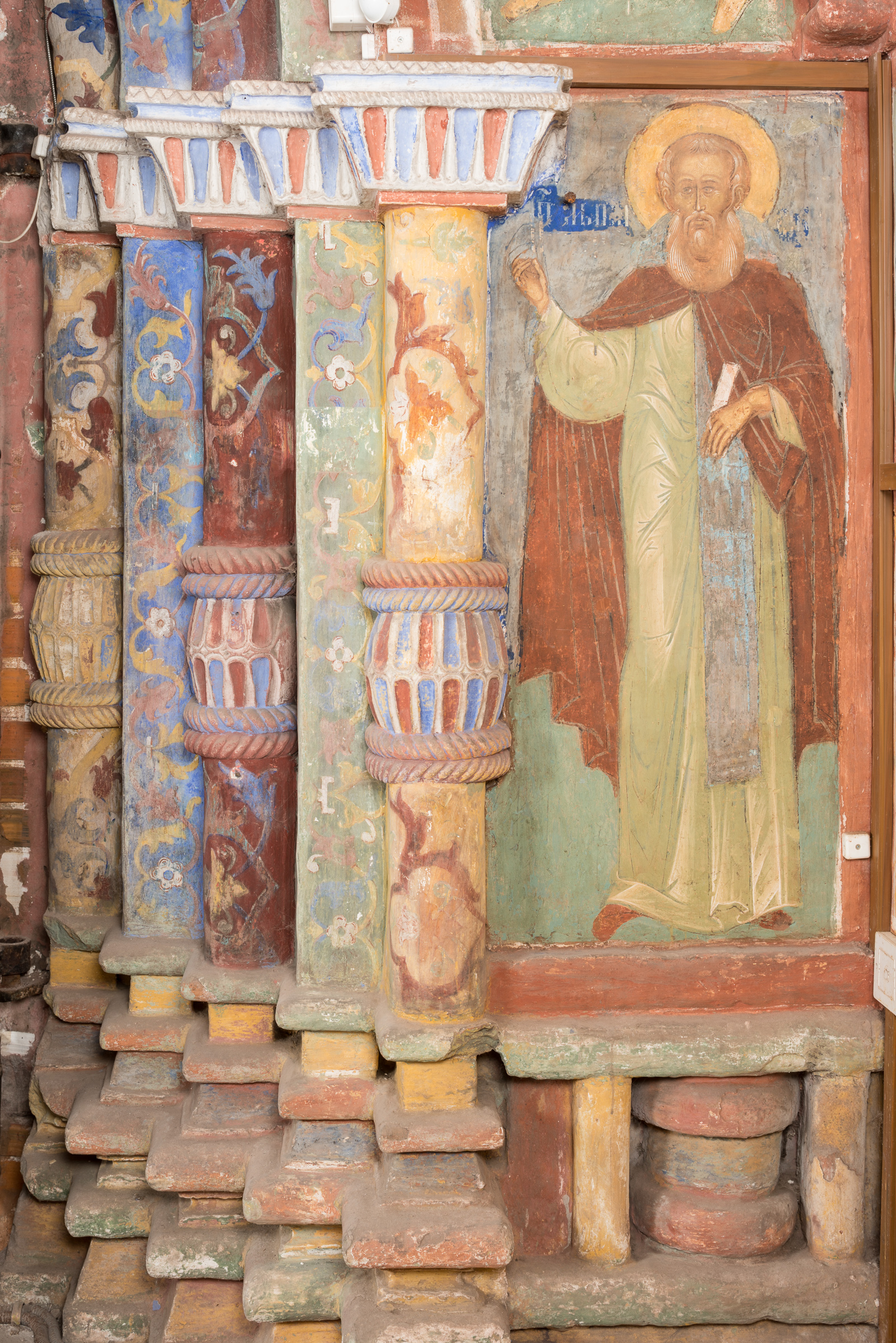
Преподобный Макрий Унженский, 1620—1622, Храм Николы Надеина, Ярославль

В Макарьевском Унженском монастыре хранится почитаемая чудотворной Макарьевская икона Божией Матери — список с образа Богородицы, согласно Житию, явившегося Макарию в 1442 году.
В канонизацию 1547—1549 годов Макарий не попал. Однако из Жития ясно, что уже в 1522 году он почитался как святой на Унже, где имелась его икона. В Солигаличе на протяжении XVI века Макарий почитался как местночтимый святой. В 1532 году, по сведениям Жития, в Солигаличе была заложена церковь во имя Макария, в честь избавления города от татар.
Святой Макарий был небесным патроном Нижегородского ополчения 1612 года.
В 1619 году вновь поставленный патриарх Филаретом постановил «преподобному отцу Макарию честь воздаяти тако ж, яко ж и прочим святым преподобным отцем» по всему Русскому государству. По инициативе патриарха молодой царь Михаил Фёдорович вместе со своей матерью, инокиней Марфой, ходил в 1619 году на богомолье в Унженский монастырь, ко гробу Макария, по

особому обету — для благодарного поклонения Феодоровской иконе Богоматери и святому угоднику и чудотворцу Макарию Желтоводскому и Унженскому за спасение и умиротворение Отечества и Церкви, за своё избрание и освобождение Патриарха Филарета из польского плена.

## Житие и служба
Житие Макария Желтоводского и Унженского написано в XVI веке. По предположению Н. В. Понырко, создано около 1552 года (год похода на Казань) в Унже (или Унженском монастыре) или в Солигаличе (где Макарий в XVI веке почитался как местночтимый святой). По мнению И. М. Грицевской, написано в Унженском монастыре.
Житие имеет две редакции, краткую и пространную. Первоначальной является краткая редакция. Составитель пространного Жития пользовался кратким, словесно украсил его, но не распространил фактическую основу. Во время паломничества царя Михаила Фёдоровича Унженский монастырь в 1619 году Филарет Никитич располагал текстом Жития: «а даст Бог вперед подлинное Макариево Житие и чудотворение пришлю», — писал он царю. Какая это была редакция, не ясно.
Служба Макарию в отдельных списках предшествует краткому Житию. Время её создания Н. В. Понырко также определяется кануном 1552 года, поскольку здесь в молитвенном обращении к святому есть прошение о даровании «победы православному царю нашему на неверныя варвары». Служба имеет солигалическое происхождение: Макарий называется в ней «заступником и помощником» «граду нашему Галическому», говорится, что «днесь град твой, отче, Галич, тобою хвалится».

## Основанные обители

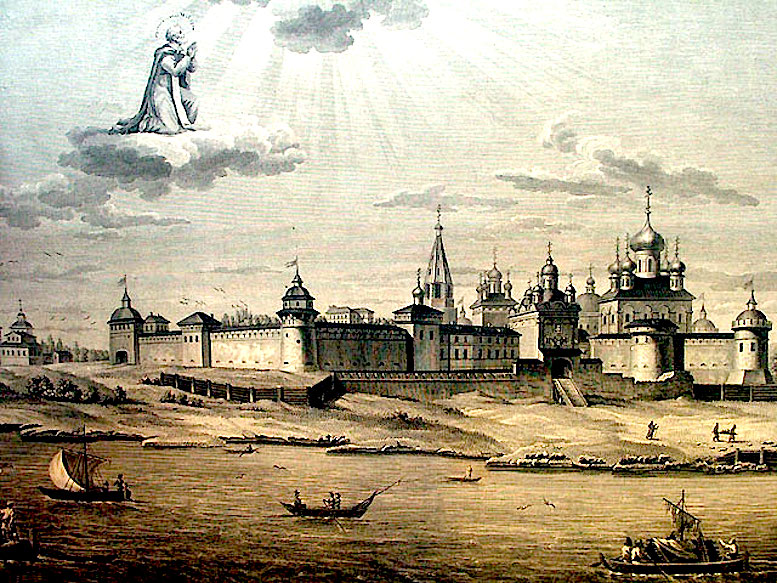
Святой Макарий Унженский с его монастырём. А. Г. Ухтомский

- Предположительно 1390-е годы: Макариев-Решемский монастырь (правый берег Волги, село Решма, Кинешемский район, Ивановская область)
Основан как Богоявленская Макариевская Мужская обитель. В 1901—1920-е годы — Макариев-Решемский женский монастырь, c 1994 года Макариев-Решемский мужской монастырь, в настоящее время вновь Макариев-Решемский женский монастырь.
- 1435 год — Свято-Троицкий Макариев Желтоводский монастырь (левый берег Волги, посёлок Макарьево, Лысковский район, Нижегородская область)
Сожжён в 1439 году, возобновлён в 1620 году монахом Тетюшенского монастыря Авраамием. Закрыт в 1927 году, возобновлён в 1992 году. C 1882 года — стал женским монастырём. У его стен проходила Макарьевская ярмарка).
- 1439 год — Свято-Вознесенский Свияжский Макарьевский мужской монастырь (правый берег Волги, 2 км от села Свияжска, Зеленодольский район, Татарстан)
«Макарьевская Свияжская подгородная» обитель основана иноком Макарьевской Унженской пустыни Исаией по завещанию преподобного Макария Желтоводского, выбравшего это место для будущей обители ещё в 1439 году.
- 1439 год — Макарьев-Унженский Свято-Троицкий мужской монастырь (город Макарьев, Костромская область)
Упразднён в 1929 году. Возобновлён в 1993 году как женский монастырь.

Все перечисленные монастыри в настоящее время являются действующими. Свято-Троицкий Макариев Желтоводский монастырь является крупным духовным (а также культурным и туристическим) центром. Однако в связи с возможным повышением уровня воды Чебоксарской ГЭС находится под угрозой разрушения.